# Sint-Andreasinstituut
Het Sint-Andreasinstituut is een school in Brugge met een historie vanaf eind 19de eeuw. Het is een katholieke school die basis- en secundair (aso) onderwijs aanbiedt. Sinds 2023 heet de middelbare school Sint-Andreas Brugge.

## Geschiedenis

### Ontstaan

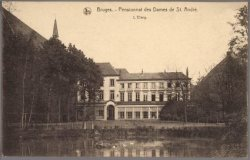
Sint-Andreasinstituut Garenmarkt, tuinzijde

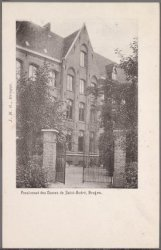
Sint-Andreasinstituut Garenmarkt gebouw

De normaalschool werd opgericht in Brugge in 1859 door Les Dames de Saint-André, een religieuze congregatie uit Doornik. Zoals de meeste zustercongregaties in die tijd, engageerden ze zich voor het onderwijs. Lesgeven is ‘het apostolaat in de wereld’, zoals zieken verzorgen, gevangenen begeleiden, wezen helpen of een missiepost bemannen.
De dames van Sint-Andreas kochten vooreerst een huis in de Freren Fonteinstraat van ridder Gustave Rapaert de Grass om, op vraag van Mgr. Malou, bisschop van Brugge, te starten met een lagere normaalschool, met enkel leerlingen-religieuzen. Malou was overtuigd van de rol van het onderwijs voor meisjes en wilde een lagere normaalschool in zijn diocees, uitsluitend voor de opleiding van de onderwijzende religieuzen. Er meldden zich toen zes studentes aan.

### Eerste verhuis
Het tweede huis lag aan het Sint-Jansplein en was een pas gebouwd (1870) neoclassicistische woning van Baron Auguste de ’t Serclaes. Door de aangroei van het aantal normalisten, internen en externen van de Vlaamse en Franse oefenscholen, was men op zoek naar een iets ruimere locatie.

### Tweede verhuis
De derde locatie was het woonhuis van de familie van de bank Du Jardin met aanpalende kantoorgebouwen en een Engelse tuin, gelegen aan de Garenmarkt. De tuin was aangelegd door de Leuvense tuinarchitect Rosseels. Het gebouw kon aangekocht worden door het faillissement van de bank en met de hulp van bisschop Faict van Brugge. De curatoren wilden het totale domein van de familie Dujardin in acht loten verkopen. Zeven loten werden aangekocht door de Dames de St.-André de Tournai voor 180.000 frank. Het gebouw had niet genoeg klaslokalen. Een eerste constructieplan werd opgemaakt door August van Assche, bekend architect uit Gent. De drie scholen: Normaalschool, Moeder-Gods-school en Externat trokken naar die nieuwe locatie.
Na die eerste aankopen zijn er nog heel wat uitbreidingen en verbouwingen geweest. Op hetzelfde adres hadden de zusters naast een normaalschool ook een pensionaat, wat een belangrijke bron van inkomsten was.
Sedert het ontstaan in 1859 waren alle lesgeefsters in de normaalschool, en ook het huispersoneel, religieuzen van Sint-Andreas. Sporadisch werden ze geholpen door leken, meestal kandidaat-religieuzen van een of ander klooster. De Vlaamse oefenschool werd eerst toevertrouwd aan lekenleerkrachten met een officieel diploma. De directie bleef in handen van de religieuzen van Sint-Andreas. De eerste mannelijke lesgevers waren priesters verbonden aan de school als directeur maar ook als deeltijdse lesgevers van buiten het instituut, zoals Guido Gezelle in de 19e eeuw, of Kapucijnen zoals Pater F. Raymackers, later bisschop van Lahore in de 20e eeuw. Guido Gezelle gaf er onder andere privéles Engels aan kloosterzusters met overzeese plannen.
Vanaf het midden van de 20e eeuw nam ook de humaniora-afdeling een hoge vlucht en die stapte in de jaren zeventig als een van de eersten in het vernieuwd secundair onderwijs. Ondertussen was in 1959 een tweede Sint-Andreasinstituut opgericht te Sint-Kruis. Het bisdom dacht aan een nieuwe meisjeshumaniora, ten noorden van Brugge, in de buurt van het in 1955 opgerichte Onze-Lieve-Vrouwcollege in Assebroek voor de jongens. De congregatie van de dames van Sint-Andreas van de Garenmarkt aanvaardden de uitnodiging om de nieuwe stichting voor hun rekening te nemen.

### Laatste religieuzen
In 1971 nam de laatste kloosterzuster afscheid als hoofd van de school en zij werd vervangen door de directeur Georges Van Damme. In 1975 vertrok de laatste leerling-religieuze uit de normaalschool en het onderwijs werd stilaan meer en meer door leken overgenomen. De laatste religieuze-lesgeefster te Brugge verliet het onderwijs in oktober 1985.
In 1987 vertrokken de laatste religieuzen van Sint-Andreas uit het schoolgebouw om zich aan andere taken in de Kerk te wijden, na 110 jaar lesgeven in Brugge.

### Verkoop deel schoolgebouwen - verbouwing
Tijdens de jaren tachtig werd er druk gebouwd en verbouwd. Vooreerst de oprichting van een nieuw gebouw voor het aso op nog niet bebouwde grond in de grote Engelse tuin, dat eind november 1986 klaar was. Dan vernieuwde men de lagere school. Als derde fase kwam er een nieuw hoofdgebouw met centrale diensten voor zowel de basisschool, de humaniora en het pedagogisch hoger onderwijs. Op 17 november 1987 werd het oude historische huis Dujardin en de Engelse tuin verkocht voor de oprichting van een seniorie. De seniorie, residentie Ten Eeckhoute, startte op 1 januari 1994.
Op 1 december 1987 werden de resterende eigendommen van het Sint-Andreasklooster (Doornik) ondergebracht in het St.-Andreasscholencomplex vzw Brugge, dat werd opgericht op 4 december 1984.

### KHBO verhuist
De normaalschool fuseerde met de Katholieke Hogeschool Brugge-Oostende (KHBO). In 2009 verhuisde de normaalschool KHBO. De plechtige eerstesteenlegging van het nieuwe complex kwam er in september 2006.

### Verhuis Sint-Andreas kleuter, lager en middelbaar
In 2020 kreeg het nieuw museumproject van de stad Brugge en de nieuwe schoolgebouwen voor Sint-Andreas vorm. De leerlingen en het personeel van het Sint-Andreasinstituut verlieten tijdens de zomer van 2022 hun gebouwen en verhuisden tijdelijk naar gebouwen aan de Boninvest en in containerklassen aan de Abdijbekestraat.
De stad Brugge wil het museumkwartier vormgeven met de komst van een nieuw museum, samen met het Groeningemuseum, het Gruuthusemuseum, de Onze-Lieve-Vrouwekerk en het Sint-Janshospitaal.
Het Brugse Sint-Andreasinstituut bouwde een nieuwe schoolsite met sporthal in de binnenstad. De nieuwe school werd gebouwd langs de Jakobinessenstraat om zo plaats te geven aan zowel de basisschool als het middelbaar, goed voor een totale capaciteit van 700 leerlingen. Het Brugse architectenbureau Salens tekende het schoolgebouw. Tevens komt er een nieuwe sportzaal langs de Oude Gentweg. Naast het nieuwe schoolgebouw zal de school gebruik kunnen maken, na restauratie, van het aanpalende Passantenhuis en de Magdalenakapel, die in erfpacht komen. Beide gebouwen, samen met de sporthal, zullen buiten de schooluren beschikbaar zijn voor andere gebruikers. Het totale project gaat om een totale stadsontwikkeling, waarbij alle ruimtes optimaal benut worden en de link met erfgoed blijft.

## Huidige situatie - samenwerking
Sedert april 2023 is de school gelegen aan de Jakobinessenstraat in Brugge. Het nieuwe scholencomplex, voor zowel basisschool als middelbare school, werd plechtig geopend op 28 maart 2023. Sindsdien noemt de middelbare school zich "Sint-Andreas Brugge". De school behoort tot de scholengroep Karel de Goede. Binnen de scholengroep zijn er 24 basisscholen en 9 middelbare scholen begrepen.

## Fotogalerij

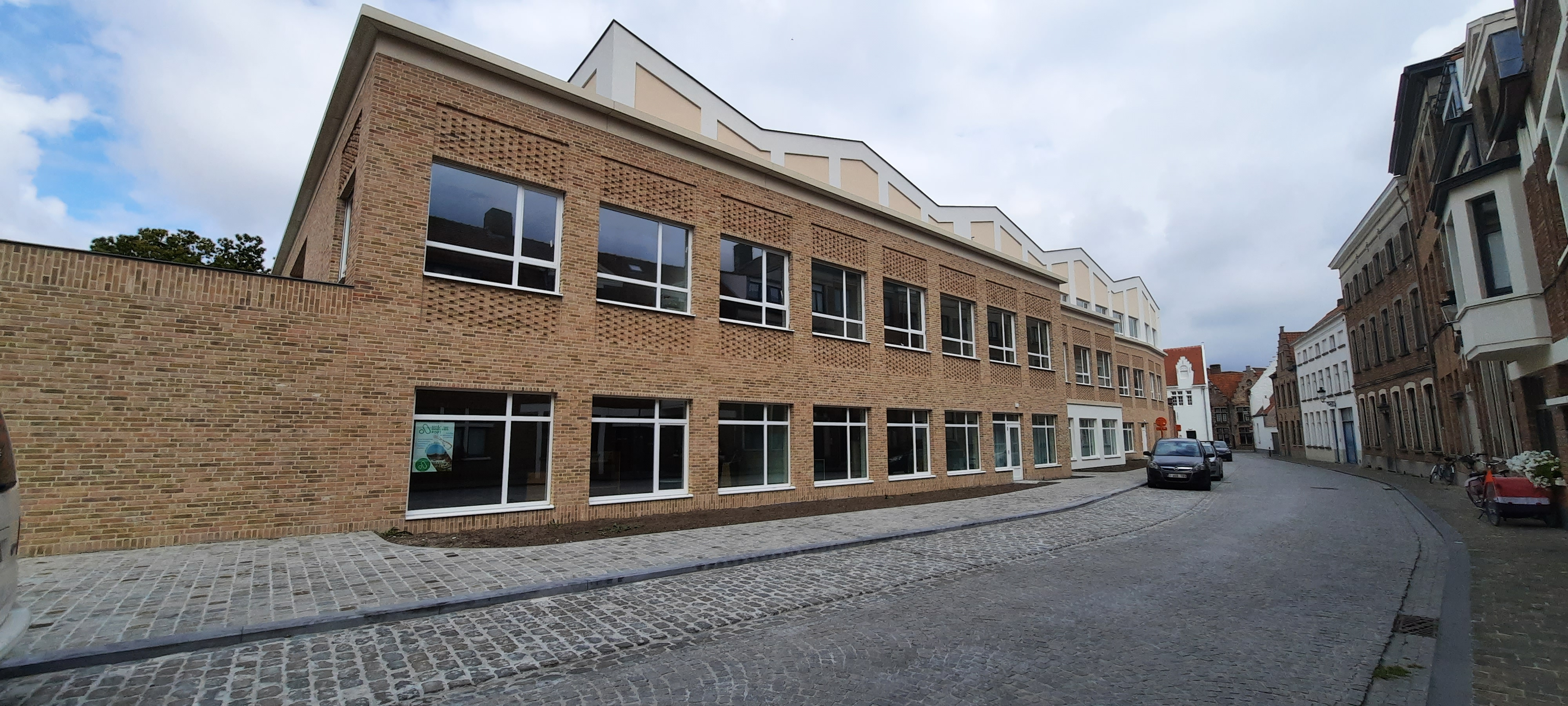
Sint-Andreasinstituut Schoolgebouw 2023.
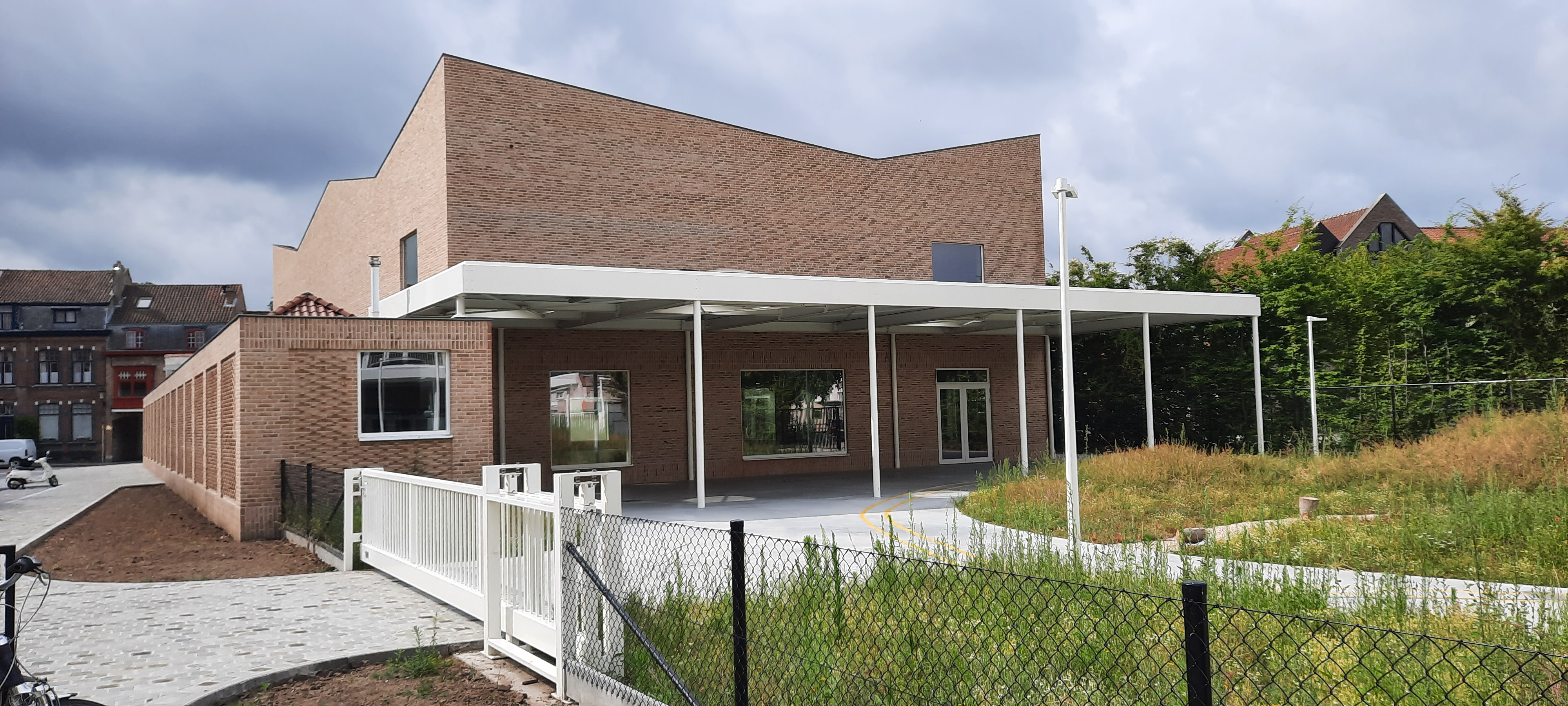
Sint-Andreasinstituut 2023 sporthal
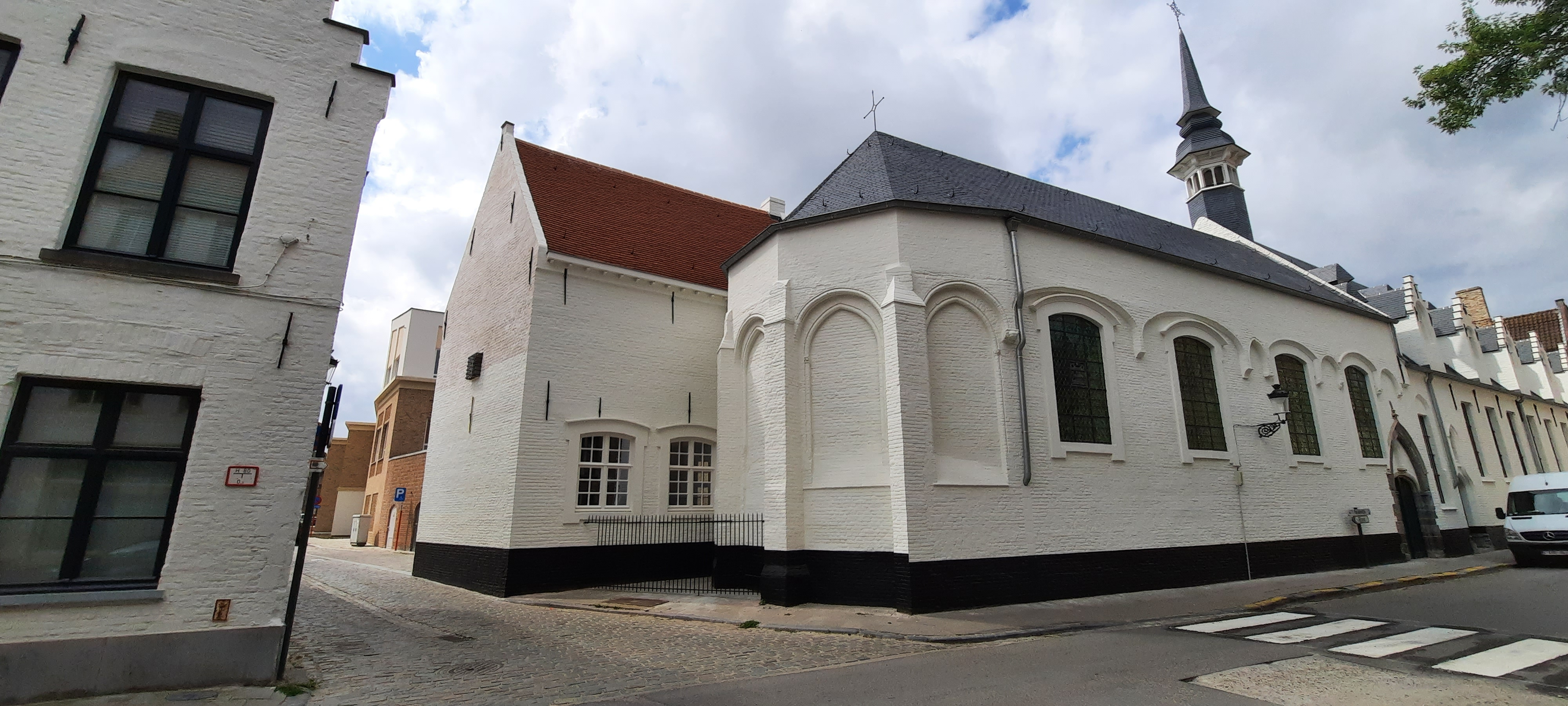
Magdalenakapel met ernaast het passantenhuis.
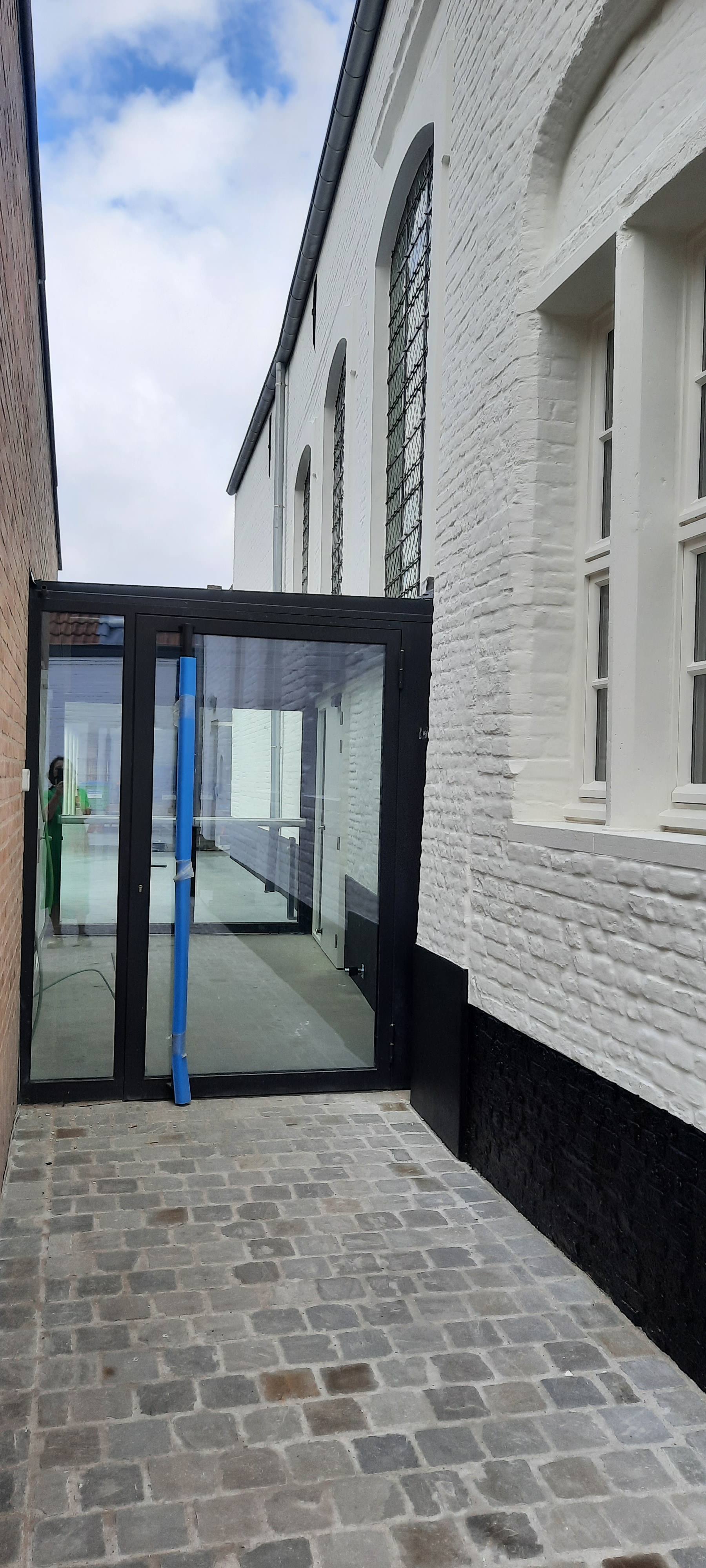
Glazen verbinding tussen Sint-Andreasinstituut en het passantenhuis

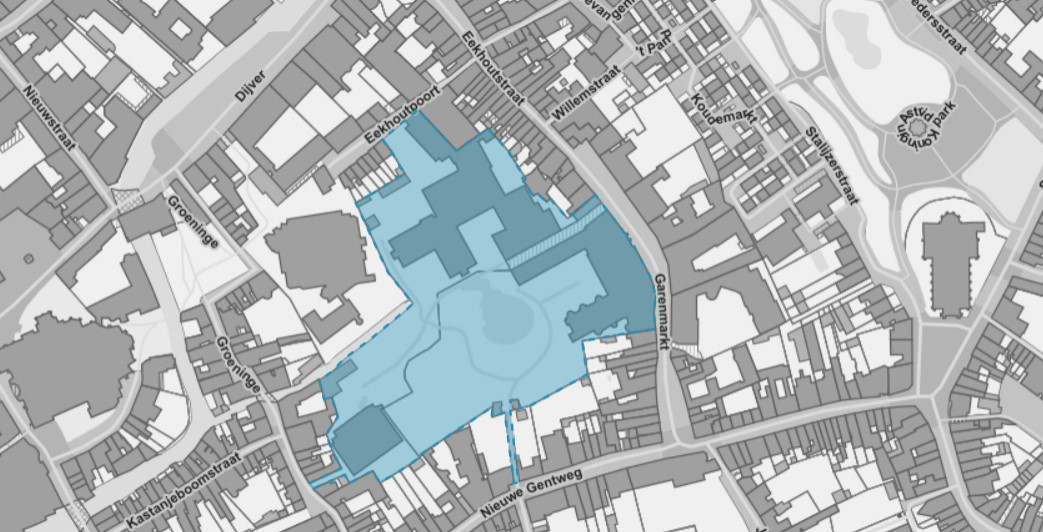
Erfgoed scholencomplex Sint-Andreasinstituut Garenmarkt
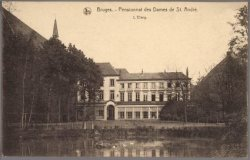
Sint-Andreasinstituut Garenmarkt gebouw
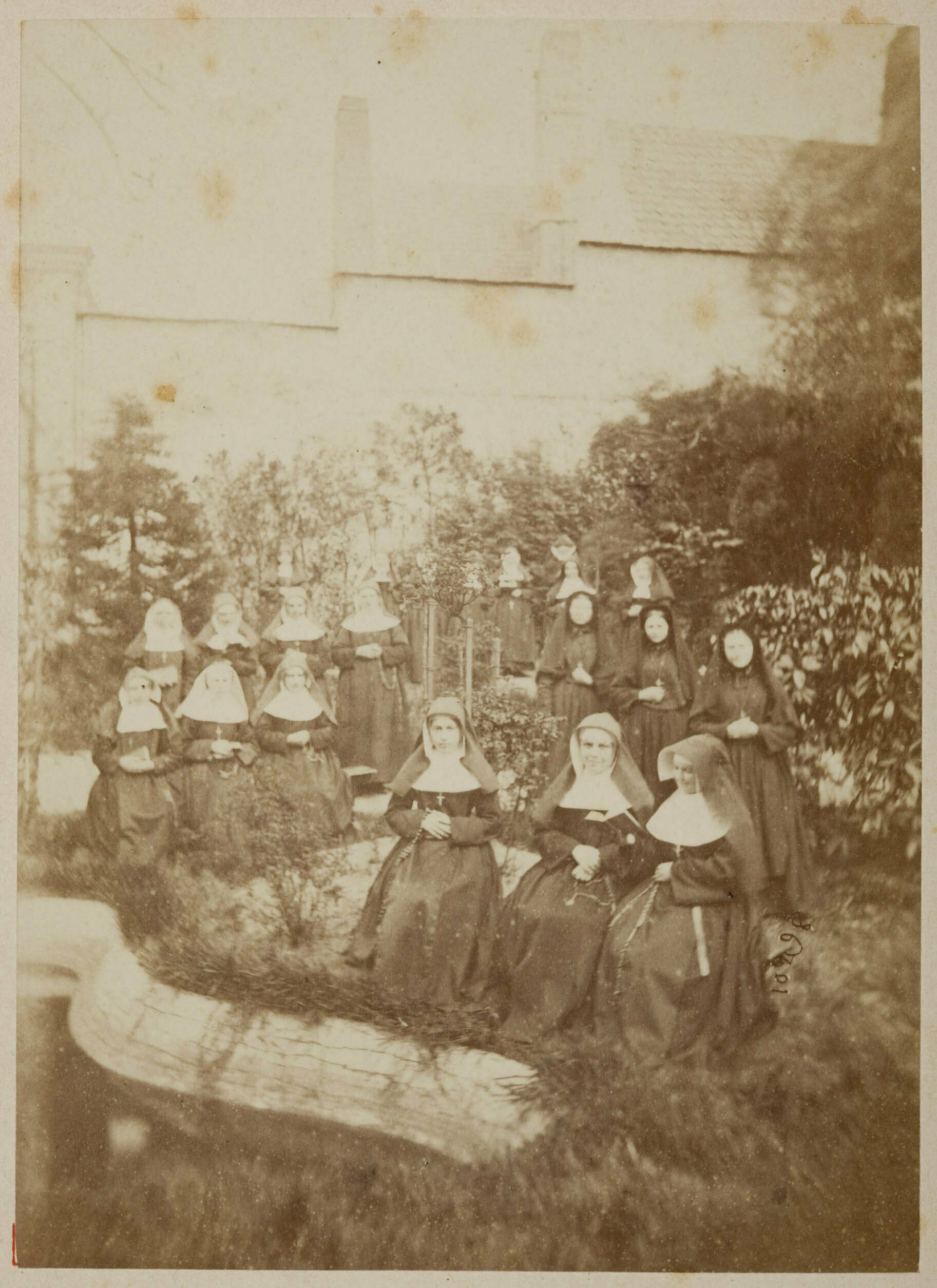
Oudste klasfoto studenten Sint-Andreasinstituut
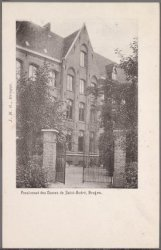
Sint-Andreasinstituut Garenmarkt gebouw
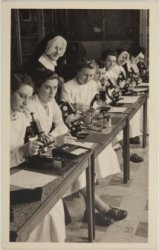
Biologieles Sint-Andreasinstituut